# Mileewa xiaofeiae
Mileewa xiaofeiae (лат.) — вид цикадок рода Mileewa из отряда полужесткокрылых насекомых. Эндемик Китая (Guizhou Province, Mt. Fanjing). Вид назван в честь сборщика типовой серии Yu Xiao-fei.

## Описание
Длина около 5 мм. Голова, грудь и переднее крыло при виде сверху чёрные. Отметины переднеспинки и среднеспинки в целом Y-образные: переднеспинка с желтовато-коричневой срединной линией и среднеспинка с парой косых желтовато-коричневых линий, доходящих до шва щитка. Щиток на вершине желтовато-белый. Переднее крыло с одной прозрачной отметиной у вершины по реберному краю. Лицо с чёрной базальной частью, передней частью груди и ногами белыми. Брюшко при виде снизу чёрное, стерниты с задними краями светлые. Этот новый вид похож на M. lackstripa Yang & Li, но отличается переднеспинкой со средней желтовато-коричневой линией и среднеспинкой с парой косых желтовато-коричневых линий, доходящих до щитка шва. Основываясь на характеристиках мужских гениталий, M. xiaofeiae отличается от M. lackstripa наличием эдеагуса с базальными разветвленными отростками, предвершинными вентральными отростками и длинными апикальными отростками, тогда как M. lackstripa  имеет только одну пару апикальных отростков. Кроме того, стилус у M. xiaofeiae имеет отросток в форме большого пальца около средней части, тогда как у M. lackstripa стилус не имеет отростка. Вид был впервые описан в 2014 году по материалам из Китая.